# Aileen Oeberst
Aileen Oeberst ist eine deutsche Psychologin. Sie ist Professorin für Sozialpsychologie an der Universität Potsdam.

## Leben
2005 erwarb sie das Diplom in Psychologie. Von 2005 bis 2008 war sie Promotionsstipendiatin im DFG-geförderten Graduiertenkolleg „Integrative Kompetenzen und Wohlbefinden“ an der Universität Osnabrück. Von 2008 bis 2010 war sie wissenschaftliche Mitarbeiterin in der Abteilung Sozialpsychologie in Osnabrück. Von 2011 bis 2016 war sie wissenschaftliche Mitarbeiterin am Leibniz-Institut für Wissensmedien (beurlaubt 2012–2013). Von 2012 bis 2013 vertrat sie die Professur für Sozialpsychologie an der Universität Osnabrück. Von 2015 bis 2015 vertrat sie die Professur für Sozial- und Rechtspsychologie an der Johannes Gutenberg-Universität Mainz. Von 2016 bis 2019 lehrte sie als Juniorprofessorin für Forensische Psychologie am Psychologischen Institut in Mainz. Von 2019 bis 2024 war sie Universitätsprofessorin an der Fernuniversität Hagen. Darüber hinaus leitete sie die Nachwuchsprojektgruppe „Collaborative Biases“ am Leibniz-Institut für Wissensmedien. Im April 2024 übernahm sie den Lehrstuhl für Sozialpsychologie an der Universität Potsdam.

## Forschung
Ihr Arbeitsschwerpunkt liegt in Verzerrungen in der Informationsverarbeitung. So hat sie beispielsweise den Rückschaufehler sowohl bei Richtern als auch in Wikipedia-Artikeln untersucht. Darüber hinaus erforscht sie kollektive Repräsentationen von Intergruppenkonflikten (u. a. auch in Wikipedia), falschen Erinnerungen, Laientheorien im juristischen Kontext, sowie die Konsequenzen von Täuschung in Experimenten. Weitere Forschungsschwerpunkte sind die Erkennung und Umkehrung sozialer Einflüsse auf das Gedächtnis und die Glaubhaftigkeitsbegutachtung.

## Schriften (Auswahl)
- Hypermnesie. Affektive, motivationale und persönlichkeitspsychologische Einflussfaktoren. Saarbrücken 2010, ISBN 978-3-8381-0978-7.